# Coppa del Mondo di combinata nordica 2012
La Coppa del Mondo di combinata nordica 2012, ventinovesima edizione della manifestazione organizzata dalla Federazione Internazionale Sci, ebbe inizio il 25 novembre 2011 a Kuusamo, in Finlandia, e si concluse il 10 marzo 2012 a Oslo, in Norvegia.
Furono disputate 26 delle 27 gare previste, in 13 diverse località: 22 individuali Gundersen, 2 - per la prima volta - a handicap, 3 a squadre; 9 gare si svolsero su trampolino normale, 17 su trampolino lungo.
Il francese Jason Lamy-Chappuis si aggiudicò la coppa di cristallo, il trofeo assegnato al vincitore della classifica generale. Non vennero stilate classifiche di specialità; Lamy-Chappuis era il detentore uscente della Coppa generale.

## Risultati
| Data             | Località            | Nazione    | Trampolino                  | Spec.            | Primo                                                         | Secondo                                                           | Terzo                                                                 |
| ---------------- | ------------------- | ---------- | --------------------------- | ---------------- | ------------------------------------------------------------- | ----------------------------------------------------------------- | --------------------------------------------------------------------- |
| 25 novembre 2011 | Kuusamo             | Finlandia  | Rukatunturi HS142           | IN LH/10 km      | Magnus Krog                                                   | Akito Watabe                                                      | Tino Edelmann                                                         |
| 26 novembre 2011 | Kuusamo             | Finlandia  | Rukatunturi HS142           | IN LH/10 km      | Tino Edelmann                                                 | Janne Ryynänen                                                    | Akito Watabe                                                          |
| 3 dicembre 2011  | Lillehammer         | Norvegia   | Lysgårdsbakken HS100        | IN NH/10 km      | Håvard Klemetsen                                              | Alessandro Pittin                                                 | Tino Edelmann                                                         |
| 4 dicembre 2011  | Lillehammer         | Norvegia   | Lysgårdsbakken HS138        | PR LH/10 km      | Eric Frenzel                                                  | Jason Lamy-Chappuis                                               | Björn Kircheisen                                                      |
| 10 dicembre 2011 | Ramsau am Dachstein | Austria    | W90-Mattensprunganlage HS98 | IN NH/10 km      | Jan Schmid                                                    | Jason Lamy-Chappuis                                               | Tino Edelmann                                                         |
| 11 dicembre 2011 | Ramsau am Dachstein | Austria    | W90-Mattensprunganlage HS98 | IN NH/10 km      | Jason Lamy-Chappuis                                           | Magnus Krog                                                       | Mario Stecher                                                         |
| 16 dicembre 2011 | Seefeld in Tirol    | Austria    | Toni Seelos HS109           | T SP NH/2x7,5 km | Francia I Sébastien Lacroix Jason Lamy-Chappuis               | Italia I Lukas Runggaldier Alessandro Pittin                      | Norvegia I Mikko Kokslien Magnus Krog                                 |
| 17 dicembre 2011 | Seefeld in Tirol    | Austria    | Toni Seelos HS109           | IN NH/10 km      | Jason Lamy-Chappuis                                           | Akito Watabe                                                      | Alessandro Pittin                                                     |
| 18 dicembre 2011 | Seefeld in Tirol    | Austria    | Toni Seelos HS109           | IN NH/10 km      | Jason Lamy-Chappuis                                           | Alessandro Pittin                                                 | Jørgen Graabak                                                        |
| 7 gennaio 2012   | Oberstdorf          | Germania   | Schattenberg HS137          | T LH/4x5 km      | Norvegia Magnus Moan Mikko Kokslien Jan Schmid Jørgen Graabak | Germania Johannes Rydzek Fabian Rießle Eric Frenzel Tino Edelmann | Austria Wilhelm Denifl Christoph Bieler Mario Stecher Bernhard Gruber |
| 8 gennaio 2012   | Oberstdorf          | Germania   | Schattenberg HS137          | IN LH/10 km      | Mikko Kokslien                                                | Magnus Moan                                                       | Björn Kircheisen                                                      |
| 13 gennaio 2012  | Chaux-Neuve         | Francia    | La Côté Feuillée HS118      | IN LH/10 km      | Alessandro Pittin                                             | Jason Lamy-Chappuis                                               | Fabian Rießle                                                         |
| 14 gennaio 2012  | Chaux-Neuve         | Francia    | La Côté Feuillée HS118      | IN LH/10 km      | Alessandro Pittin                                             | Jason Lamy-Chappuis                                               | Fabian Rießle                                                         |
| 15 gennaio 2012  | Chaux-Neuve         | Francia    | La Côté Feuillée HS118      | IN LH/10 km      | Alessandro Pittin                                             | Jørgen Graabak                                                    | Mikko Kokslien                                                        |
| 28 gennaio 2012  | Zakopane            | Polonia    | Wielka Krokiew HS134        | IN LH/10 km      | annullata                                                     | annullata                                                         | annullata                                                             |
| 29 gennaio 2012  | Zakopane            | Polonia    | Wielka Krokiew HS134        | PR LH/10 km      | annullata                                                     | annullata                                                         | annullata                                                             |
| 3 febbraio 2012  | Val di Fiemme       | Italia     | Giuseppe Dal Ben HS134      | PR LH/10 km      | Jason Lamy-Chappuis                                           | Björn Kircheisen                                                  | Mikko Kokslien                                                        |
| 4 febbraio 2012  | Val di Fiemme       | Italia     | Giuseppe Dal Ben HS134      | T SP LH/2x7,5 km | Norvegia I Mikko Kokslien Magnus Moan                         | Francia I Maxime Laheurte Jason Lamy-Chappuis                     | Francia II François Braud Sébastien Lacroix                           |
| 5 febbraio 2012  | Val di Fiemme       | Italia     | Giuseppe Dal Ben HS134      | IN LH/10 km      | Akito Watabe                                                  | Mikko Kokslien                                                    | Bill Demong                                                           |
| 11 febbraio 2012 | Almaty              | Kazakistan | Gorney Gigant HS140         | IN LH/10 km      | Mikko Kokslien                                                | Björn Kircheisen                                                  | Akito Watabe                                                          |
| 12 febbraio 2012 | Almaty              | Kazakistan | Gorney Gigant HS140         | IN LH/10 km      | Mikko Kokslien                                                | Akito Watabe                                                      | Bernhard Gruber                                                       |
| 18 febbraio 2012 | Klingenthal         | Germania   | Vogtland Arena HS140        | IN LH/10 km      | Akito Watabe                                                  | Jason Lamy-Chappuis                                               | Bernhard Gruber                                                       |
| 19 febbraio 2012 | Klingenthal         | Germania   | Vogtland Arena HS140        | IN LH/10 km      | Jason Lamy-Chappuis                                           | Bernhard Gruber                                                   | Tomáš Slavík                                                          |
| 25 febbraio 2012 | Liberec             | Rep. Ceca  | Ještěd HS100                | IN NH/10 km      | Bernhard Gruber                                               | Eric Frenzel                                                      | Wilhelm Denifl                                                        |
| 26 febbraio 2012 | Liberec             | Rep. Ceca  | Ještěd HS100                | IN NH/10 km      | Akito Watabe                                                  | Jason Lamy-Chappuis                                               | Mario Stecher                                                         |
| 2 marzo 2012     | Lahti               | Finlandia  | Salpausselkä HS130          | T SP LH/2x7,5 km | annullata                                                     | annullata                                                         | annullata                                                             |
| 3 marzo 2012     | Lahti               | Finlandia  | Salpausselkä HS130          | IN LH/10 km      | Jan Schmid                                                    | Tino Edelmann                                                     | Johannes Rydzek                                                       |
| 9 marzo 2012     | Oslo                | Norvegia   | Holmenkollen HS106          | IN NH/10 km      | Akito Watabe                                                  | Mikko Kokslien                                                    | Bernhard Gruber                                                       |
| 10 marzo 2012    | Oslo                | Norvegia   | Holmenkollen HS134          | IN LH/10 km      | Bryan Fletcher                                                | Mikko Kokslien                                                    | Taihei Katō                                                           |

Legenda:

IN = individuale Gundersen

SP = sprint

PR = gara a handicap

T = gara a squadre

NH = trampolino normale

LH = trampolino lungo

## Classifiche

### Generale
| Pos. | Nome                | Nazione  | Punti |
| ---- | ------------------- | -------- | ----- |
| 1    | Jason Lamy-Chappuis | Francia  | 1306  |
| 2    | Akito Watabe        | Giappone | 1238  |
| 3    | Mikko Kokslien      | Norvegia | 1061  |
| 4    | Bernhard Gruber     | Austria  | 765   |
| 5    | Björn Kircheisen    | Germania | 728   |
| 6    | Eric Frenzel        | Germania | 727   |
| 7    | Alessandro Pittin   | Italia   | 724   |
| 8    | Tino Edelmann       | Germania | 685   |
| 9    | Jan Schmid          | Norvegia | 619   |
| 10   | Håvard Klemetsen    | Norvegia | 559   |

### Nazioni

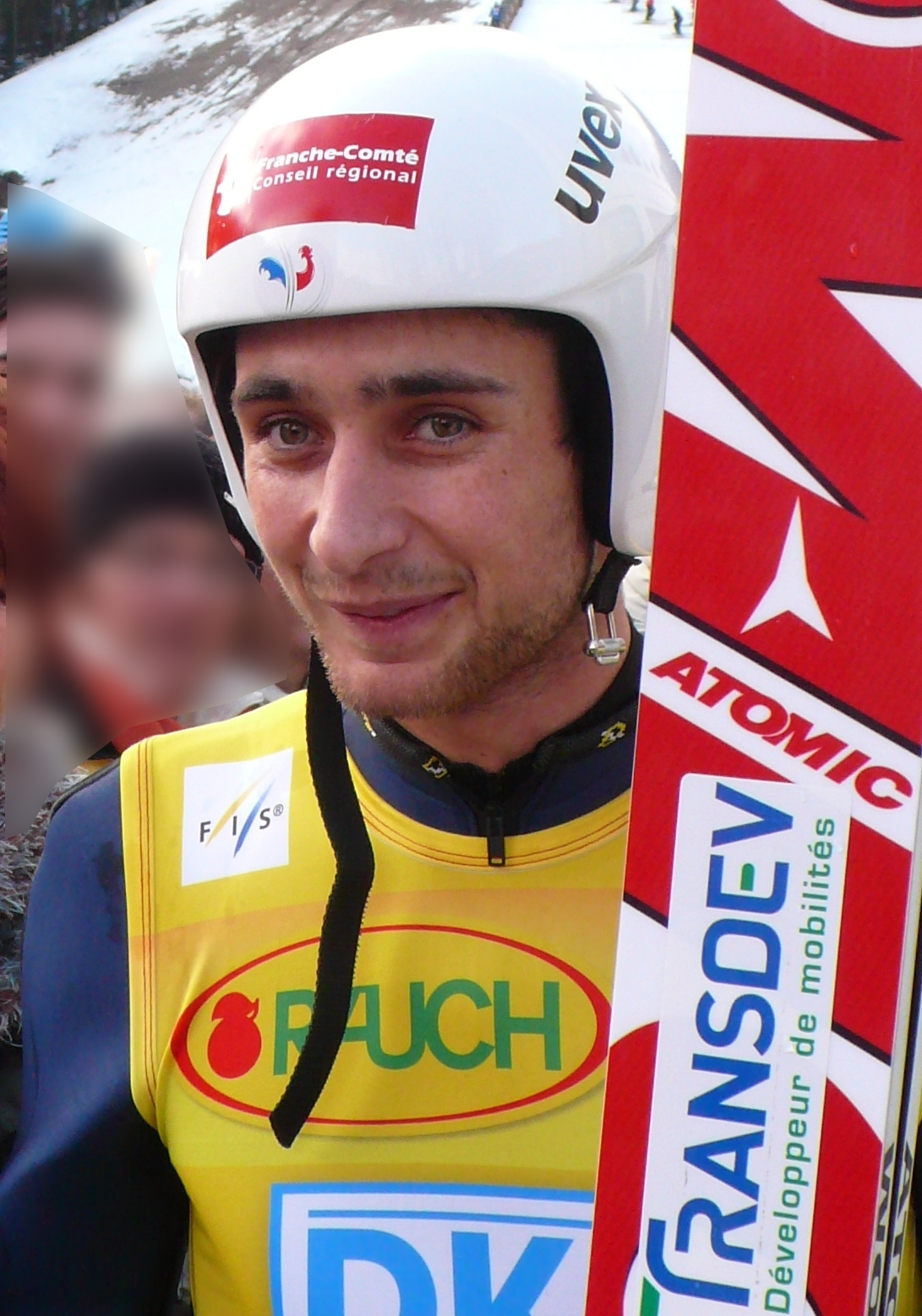
Jason Lamy-Chappuis

| Pos. | Nazione     | Punti |
| ---- | ----------- | ----- |
| 1    | Norvegia    | 4903  |
| 2    | Germania    | 4109  |
| 3    | Francia     | 3303  |
| 4    | Austria     | 3027  |
| 5    | Giappone    | 2029  |
| 6    | Stati Uniti | 1668  |
| 7    | Italia      | 1623  |
| 8    | Rep. Ceca   | 461   |
| 9    | Finlandia   | 381   |
| 10   | Slovenia    | 268   |